# Spilogona yaluensis
Spilogona yaluensis är en tvåvingeart som beskrevs av Ma och Wang 1992. Spilogona yaluensis ingår i släktet Spilogona och familjen husflugor.
Artens utbredningsområde är Jilin (Kina). Inga underarter finns listade i Catalogue of Life.